# Dance of the Manatee
Dance of the Manatee è un singolo del gruppo musicale art rock Fair to Midland. Il brano in origine era la seconda traccia dell'album inter.funda.stifle, ma fu registrato nuovamente per il terzo album Fables from a Mayfly: What I Tell You Three Times Is True.

## Significato
Il significato della canzone è stato molto contestato. Alcuni sostengono che si riferisca allo sproloquio della prostituzione. In un'intervista, il chitarrista Cliff Campbell rispose:

## Tracce
Testi di Darroh Sudderth.
1. Dance of the Manatee (versione radio) – 3:35
2. Dance of the Manatee (versione album) – 4:03

- video musicale "Dance of the Manatee"